# Саркисян, Айк Араевич
Айк Араевич Саркисян (арм. Հայկ Արայի Սարգսյան; eng Hayk Sarkisyan ; 2 июня 1972, Ереван) — армянский физик, учёный в области физики полупроводников и низкоразмерных систем. Доктор физико-математических наук (2005), профессор (2010). Заведующий лабораторией физики нано- и мезоструктур Института прикладных проблем физики НАН Армении. Заслуженный деятель науки Республики Армения (2022).

## Биография
В 1994 году с отличием окончил физический факультет Ереванского государственного университета.
В 1997 году защитил диссертацию на соискание учёной степени кандидата физико-математических наук на тему «Теоретическое исследование экситонных состояний и оптических свойств полупроводниковых наноструктур».
В 1997—2002 годах — научный сотрудник, с 2002 года старший научный сотрудник кафедры физики твёрдого тела Ереванского государственного университета.
В 2001—2006 годах — доцент кафедры физики Государственного инженерного университета Армении (ныне — Национальный политехнический университет Армении).
В 2005 году защитил диссертацию на соискание учёной степени доктора физико-математических наук на тему «Некоторые вопросы теории электронных и оптических свойств квантовых низкоразмерных полупроводниковых структур».
С 2006 года профессор кафедры общей физики и квантовых наноструктур Российско-армянского (Славянского) государственного университета.
В 2008—2012 годах являлся деканом физико-технического факультета Российско-армянского (Славянского) государственного университета.
В 2010 году получил учёное звание профессора.
С 2012-2018 года — заведующий кафедрой общей физики и квантовых наноструктур Российско-армянского университета.
С 2018-2023 директор Инженерно-физического института РАУ
С 2015 года профессор Санкт-Петербургского политехнического университета Петра Великого.
С 2022 года научный руководитель магистерской программы “Quanta”.
С 2024 года Заведующий лабораторией физики нано и мезоструктур Института прикладных проблем физики НАН Армении

## Награды
- Премия президента Армении по физике (2008)[1].
- Государственная премия Республики Армения (2011)[1][6]
- Заслуженный деятель науки РА (2022)[7]
- Почётный работник науки и высоких технологий РФ (2022) [8]

## Сфера исследований
Основные направления исследований: теоретическое исследование оптических, кулоновских, спиновых, статистических характеристик полупроводниковых квантовых точек и нанопластинок. Популяризация физики. В 2022-2025  годах председатель диссертационного совета 052 по специальности 01.04.10 "Физика полупроводников". Член редакционной коллегии журнала Известия НАН РА, физика. С 2025  года председатель диссертационного совета 053 по специальностям 01.04.07 "Физика конденсированного состояния" и 01.04.10 "Физика полупроводников". 

## Публикации
Айк Араевич Саркисян является автором множества публикаций  